# Ebersbach-Musbach
Ebersbach-Musbach település Németországban, azon belül Baden-Württembergben. Lakosainak száma 1729 fő (2023. december 31.).

## Népesség
A település népessége az elmúlt években az alábbi módon változott:
| Lakosok száma | 1124 | 1695 | 1699 | 1714 | 1735 | 1729 |
|               | 1975 | 2017 | 2019 | 2021 | 2022 | 2023 |